# آنتونی هابگود
آنتونی هابگود، (به انگلیسی: Anthony Habgood) (زاده ۸ نوامبر ۱۹۴۶) کارآفرین، بانکدار و مدیر ارشد اجرایی بریتانیایی است، که در حال حاضر به‌عنوان مدیر عامل اجرایی شرکت رید الزویر و رییس هیئت مدیره بانک انگلستان فعالیت می‌کند.